# Giáo hoàng Marinô I
Marinô I (Latinh: Marinus I), còn gọi là Martinô II, là vị giáo hoàng thứ 108 của Giáo hội Công giáo. Ông là người kế nhiệm Giáo hoàng Gioan VIII khi vị này qua đời vào ngày 16 tháng 12 năm 882. Theo niên giám tòa thánh năm 1806 thì ông đắc cử Giáo hoàng năm 882 và ở ngôi Giáo hoàng trong 1 năm 4 tháng vài ngày. Niên giám tòa thánh năm 2003 xác định triều đại của ông bắt đầu từ ngày 16 tháng 12 năm 882 cho tới ngày 15 tháng 5 năm 884.
Tên Marinô vào thời trung đại đã bị lẫn lộn với tên Martinô, và do đó các giáo hoàng Marinô I và Marinô II trong một thời gian dài đã bị đưa sai vào danh sách dưới tên là Martinô II và Martinô III. Điều đó giải thích vì sao sau này có các giáo hoàng được gọi là Martinô IV và Martinô V.
Giáo hoàng Marinus I sinh tại Gallese, Rôma. Người ta cho rằng ông là người gốc Anh. Ông gây áp lực mạnh đối với hoàng đế Đông Phương Basil, để chống lại các phe lạc giáo. Ông dứt phép thông công Photius thêm một lần nữa. Thật thống khổ cho ông khi nhận được tin lần thứ hai Montecassino bị tàn phá. Có lẽ ông cũng chết vì bị đầu độc.